# 伊藤誠 (映画監督)
伊藤 誠（いとう まこと、1983年5月2日 - ）は、東京都渋谷区出身の映画監督・映像作家・グラフィックデザイナー・ウェブデザイナー・technicute代表。

## 概要
東京都渋谷区の原宿育ち。幼少期は漫画家を目指していたが、同じ登場人物の絵を何度も描くことに飽きて諦める。
東京都立駒場高校に入学後、撮影すれば描かなくても良いと思い映画監督を目指すようになり、同時にデザインにも興味を持ち始める。
武蔵野美術大学造形学部映像学科を卒業後、デザインワークと映画・ショートフィルムの製作活動をしている。
劇団青春事情の宣伝美術を担当。ウェブサイトデザインの他、第7回公演以降の本公演・企画公演のチラシは全て伊藤がデザインをしている。
青春事情の役者・大野ユウジと加賀美秀明とは高校時代の同級生である。

## 作風
非日常的なもの・ファンタジックな作品を得意とし、平面的な構図やカメラワークなどが特徴的。
音楽と合わせたカット割を多用している。また音楽も自作のものが多い。
物語に最も重要な人物・出来事をあえて少ししか登場させない作品が多い。

## 主な作品

### 映画・ショートフィルム
- universe（2000年、監督・脚本）
- 宵月（2001年、監督・音楽）
- あなたのひかりで（2002年、監督・脚本・音楽）
- melodeafar（2003年、監督・脚本・音楽）
- mellow（2004年、監督・脚本）
- obt（2005年、監督・脚本・音楽・出演）
- twilight（2006年、監督・脚本・音楽）
- technicute spot「常に新しいものを」（2008年、監督・脚本・音楽）
- 女色 -めいろ-（2010年、監督・脚本・音楽）

### デザイン
- motonari ono ウェブサイトデザイン
- Underworld presents OBLIVION BALL ウェブサイトデザイン
- 青春事情 ウェブサイトデザイン
- Pete'sParking×青春事情Presents「姫が愛したダニ小僧」フライヤー・ウェブサイトデザイン
- 青春事情 第7回公演「闘え！マイティくん！！！」フライヤーデザイン
- 青春事情 第8回公演「ロボと暮らせば」フライヤーデザイン
- 青春事情 第9回公演「静かの海」フライヤーデザイン
- 青春事情 第10回公演「SINGLES」フライヤーデザイン
- little lover 第1回公演「気まぐれ天使の叶え事 〜桜の樹の下で〜」フライヤーデザイン
- Ego天 旗揚げ公演「十字架ロミオ」フライヤーデザイン

### その他
- 青春事情 第7回公演「闘え！マイティくん！！！」オープニング映像
- 青春事情 第9回公演「静かの海」オープニング映像
- 青春事情 第10回公演「SINGLES」舞台予告編映像
- little lover 第1回公演「気まぐれ天使の叶え事 〜桜の樹の下で〜」オープング映像・音楽・劇中イラスト
- Ego天 旗揚げ公演「十字架ロミオ」オープニング映像